# Frasseto
Frasseto település Franciaországban, Corse-du-Sud megyében. Lakosainak száma 142 fő (2022. január 1.). Frasseto Azilone-Ampaza, Bastelica, Campo, Guitera-les-Bains, Quasquara, Santa-Maria-Siché és Zévaco községekkel határos.

## Népesség
A település népességének változása:
| Lakosok száma | 178  | 64   | 67   | 123  | 122  | 118  | 122  | 137  | 140  | 142  |
|               | 1968 | 1982 | 1990 | 2006 | 2013 | 2015 | 2017 | 2019 | 2020 | 2022 |